# Ikkitousen: Dragon Destiny
Ikkitousen: Dragon Destiny (яп. 一騎当千 Dragon Destiny Икки-то:сэн Dragon Destiny, «Сила тысячи: судьба драконов», буквально «Одиночка с силой, достаточной, чтобы победить тысячу») — аниме, продолжение сериала «Школьные войны», основано на манге Юдзи Сиодзаки.

## Сюжет
После смерти Тотаку, школа Кёсё, во главе которой стоит одержимый драконом Сосо Мотоку, переходит к активным действиям по захвату территории Канто. Противостоять им могут только школы Сэйто и Нанъё. Каждый из бойцов унаследовал судьбу одного из древних воинов и может либо следовать ей, либо бороться, пытаясь изменить её. Наиболее сильные воины стали обладателями душ древних героев, материализующихся в виде драконов. Драконы пытаются подчинить носителей своей воле, противостоять дракону — тяжёлая задача. По легенде помочь удержать (а если надо, то и пробудить) дух дракона может легендарный артефакт «Нефрит дракона», борьба за который является одной из центральных линий повествования. В сериале у лидеров Сэйто и Нанъё появятся способности использовать драконов без потери контроля над своими действиями.

## Основные персонажи
Каждому персонажу соответствует дух героя эпохи Троецарствия. Духи влияют на судьбу персонажей, например, если герой древности побеждал другого, то и персонаж, которому соответствует этот дух, будет иметь преимущество в бою с обладателем побеждённого в прошлом духа.

### Нанъё гакуин (南陽 學院): академияНаньян/ Соответствует царствуУ
Сонсаку Хакуфу (яп. 孫策 伯符) — второй год академии Нанъё. Глава академии Нанъё. Носительница водяного дракона. Любительница поесть и поспать. : Соответствующий дух: Сунь Цэ
Рёмо Симэй (яп. 呂蒙 子明 Рёмо: Симэй) — третий год академии Нанъё. Одна из четырёх Демонов академии Нанъё. Неравнодушна к Садзи Гэмпо. Также является носителем дракона. : Соответствующий дух: Люй Мынь полководец в армии Сунь Цюаня. Руководил операцией в ходе которой был убит Гуань Юй.
Сюю Кокин (яп. 周瑜 公瑾 Сю:ю Ко:кин) — второй год академии Нанъё. Один из четырёх Демонов академии Нанъё. Тайно влюблён в Сонсаку Хакуфу. : Соответствующий дух: Чжоу Юй.
Гакусю (яп. 樂就 Гакусю:) — здоровый «шкаф», обладающий огромными мускулами, устрашающим лицом и добрым характером. Очень гордится своими мускулами, однако несмотря на это он часто проигрывает оппонентам. 3 год академии Нанъё. Является одним из четырёх Демонов академии Нанъё. : Соответствующий дух: Юэ Цзю
Садзи Гэмпо (яп. 左慈 元放 Садзи Гэмпо:) — третий год академии Нанъё. Настоящее имя Оин Сиси. Один из четырёх Демонов академии Нанъё. : Соответствующий дух: Цзо Цы.

### Кёсё гакуин (許昌 學院): академияСюйчан. Соответствует царствуВэй
Сосо Мотоку (яп. 曹操 孟德 Со:со Мо:току) — третий год академии Кёсё. Глава академии Кёсё. Одержим красным драконом древнего короля демонов. : Соответствующий дух: Цао Цао основатель царства Вэй.
Какука Хоко (яп. 郭嘉 奉孝 Какука Хо:ко) — третий год академии Кёсё. Доверенное лицо Сосо Мотоку. : Соответствующий дух: Го Цзя
Какотон Гэндзё (яп. 夏侯惇 元讓 Како:тон Гэндзё:) — второй год академии Кёсё. Доверенное лицо Сосо Мотоку. Отстаивает принципы честной борьбы. : Соответствующий дух: Сяхоу Дунь спас жизнь Цао Цао в походе против Дун Чжо.
Сибаи Тютацу (яп. 司馬懿 仲達 Сибаи Тю:тацу) — второй год академии Кёсё. Советница академии Кёсё. : Соответствующий дух: Сыма И

### Сэйто гакуэн (成都 學園): школаЧэнду. Соответствует царствуШу
Канъу Унтё (яп. 關羽 雲長 Канъу Унтё:) — третий год академии Сэйто. Использует легендарный полулунный меч зелёного дракона гуань дао. Тайно влюблена в Рюби Гэнтоку. : Соответствующий дух: Гуань Юй названный брат Лю Бэя. После смерти обожествлён, под именем Гуань-ди почитается у китайцев богом войны (отсюда постоянные выражения в отношении Канъу "Бог войны", "богиня войны"). Канъу везде ходит с гуань дао изобретенной Гуань Юем глефой, с которой его принято изображать.
Рюби Гэнтоку (яп. 劉備 玄德 Рю:би Гэнтоку) — второй год школы Сэйто. Глава школы Сэйто. Носитель золотого дракона. Сражениям и тренировкам предпочитает книги. : Соответствующий дух: Лю Бэй основатель царства Шу.
Тёхи Экитоку (яп. 張飛 益德 Тё:хи Экитоку) — первый год школы Сэйто. Честна и прямолинейна, постоянно устраивает взбучки Рюби, чтобы заставить её тренироваться. : Соответствующий дух: Чжан Фэй названный брат Лю Бэя. Отличался горячим нравом. Погиб после того, как избил нескольких подчиненных офицеров. Они его зарезали и ушли в У.
Сёкацурё Комэй (яп. 諸葛亮 孔明 Сёкацурё: Ко:мэй) — младшего школьного возраста, воспитывалась в монастыре. В Сэйто поступает лишь в конце 2-го сезона, но уже до этого выступает в роли советника академии. С успехом организует стратегическое планирование, интриги, включая убийства, идеологическую обработку войск. Любимое развлечение на свежем воздухе, как и подобает древнекитайскому мудрецу-интеллигенту рыбная ловля. : Соответствующий дух: Чжугэ Лян, советник и полководец Лю Бэя, после его смерти по существу определявший политику царства Шу, командовал пятью походами Шу на Вэй и покорением племён юга Сычуани. Считается святым у даосов. Его доклады считаются классическими произведениями китайской литературы этого времени.

### Ракуё коко (洛陽 高校): старшая школаЛоян
Каку Бунва (яп. 賈詡 文和) — третий год школы Ракуё. Специалист по интригам, всегда ведёт свою игру.
Позже рядом с академией появляется другая и полностью её уничтожает.
Враг Царство Ха. Школа состоящая из профессионалов.

## Список серий
| №  | Название                                                                              | Дата оригинального показа |
| -- | ------------------------------------------------------------------------------------- | ------------------------- |
| 01 | Беспокойное пробуждение духа драконаMovements of a newborn dragon`s spirit (龍魂胎動) | 26.02.2007                |
| 02 | Пробуждение Короля-ДемонаAwakening of the Devil King (魔王覚醒)                       | 05.03.2007                |
| 03 | Проливая кровь, проливая слёзыDripping Blood, Shedding Tears (流血落涙)               | 12.03.2007                |
| 04 | Нежданная встреча двух ДраконовChanced Meeting Between Two Dragons (弐龍邂逅)         | 19.03.2007                |
| 05 | Жестокость БитвыCruel Toushi (闘士無慘)                                               | 26.03.2007                |
| 06 | Встреча с Затаившимся ДракономAn Encounter with the Crouching Dragon (伏龍逢着)       | 02.04.2007                |
| 07 | Кану сдаётсяKan-u`s Surrender (关羽投降)                                              | 09.04.2007                |
| 08 | Славная смерть Молодого ПовелителяA Minor Leader`s Glorious Death (小覇王散華)        | 16.04.2007                |
| 09 | Расколотая дружбаA Shattered Friendship (友義滅裂)                                    | 23.04.2007                |
| 10 | Легенда о КокинеThe Legend of Koukin (公瑾流転)                                       | 30.04.2007                |
| 11 | Война БойцовThe War Of Toushi (闘士乱戦)                                              | 07.05.2007                |
| 12 | Пылающие УтесыChibi Ablaze (赤壁炎上)                                                 | 14.05.2007                |

## Музыка
- Открывающая тема — «HEART&SOUL» («Сердце и душа»), исполняет Маи Кариюки (яп. 雁行 真依)
- Закрывающая тема — «Гарасу но хана» (яп. 硝子の花 «Glass Flower», «Стеклянный цветок»), исполняет Иори (яп. 衣織)